# O Coração do Homem Bomba - Vol. 2
| Críticas profissionais | Críticas profissionais |
| Avaliações da crítica  | Avaliações da crítica  |
| Fonte                  | Avaliação              |
| ---------------------- | ---------------------- |
| IstoÉ Gente            | [ 1 ]                  |
| Território da Música   | [ 2 ]                  |

O Coração do Homem Bomba - Vol. 2 é o oitavo álbum de estúdio (o sétimo "solo"), do cantor e compositor maranhense Zeca Baleiro. Foi lançado pelo selo MZA Music em novembro de 2008.
Como o nome indica, este é o segundo volume de um lançamento duplo, e foi lançado poucos meses após o volume anterior.
Sobre o nome do álbum, Zeca explicou: “Todo homem é um homem-bomba em potencial, com hora e local para explodir”.

## Faixas
| N.º | Título                                                                        | Compositor(es)                            | Duração |  |
| 1.  | "Era"                                                                         | Zeca Baleiro / Wado                       | 4:18    |  |
| 2.  | "Tevê"                                                                        | Zeca Baleiro / Kléber Albuquerque         | 4:00    |  |
| 3.  | "Você Se Foi"                                                                 | Zeca Baleiro / Totonho                    | 2:28    |  |
| 4.  | "Datena da Raça (Vinheta)"                                                    | Zeca Baleiro                              | 1:01    |  |
| 5.  | "Débora"                                                                      | Zeca Baleiro                              | 3:24    |  |
| 6.  | "Na Quitanda"                                                                 | Zeca Baleiro / André Bedurê               | 4:28    |  |
| 7.  | "Tacape"                                                                      | Zeca Baleiro                              | 4:21    |  |
| 8.  | "Jesus no Cyber Café do Inferno (Vinheta)"                                    | Zeca Baleiro                              | 1:05    |  |
| 9.  | "I'm Nobody"                                                                  | Zeca Baleiro / poema de Emily Dickinson   | 2:39    |  |
| 10. | "Trova (Aonde Flores)"                                                        | Zeca Baleiro                              | 4:16    |  |
| 11. | "Boi do Dono"                                                                 | Zeca Baleiro                              | 3:48    |  |
| 12. | "Como Diria Odair"                                                            | Zeca Baleiro                              | 2:16    |  |
| 13. | "Pastiche"                                                                    | Zeca Baleiro                              | 2:47    |  |
| 14. | "Samba de um Janotá Só (contém uma faixa escondida: "Eu Detesto Coca-Light")" | Zeca Baleiro / Zeca Baleiro e Chico César | 6:18    |  |